# باشگاه والیبال ثامن الحجج
باشگاه والیبال ثامن الحجج یک باشگاه والیبال ایرانی است که در سال ۱۳۹۴ در خراسان تأسیس شد. صاحب و حامی مالی این باشگاه، مؤسسه مالی و اعتباری ثامن الحجج است.

## ترکیب فعلی
- سید امین علوی
- شهروز همایون فرمنش
- امیر حسینی
- سعید مصطفی‌وند
- ادریس دانشفر
- ووین چاچیچ
- میلان راشیچ
- مجتبی ببرخان
- امیرعلی فتحعلی
- سحاب دلقندی
- رشید یوسفی
- مجتبی یوسفی
- علی ذوالفقاری
- امیر رامشینی
- حامد صمدی